# David Ouellet
Pour l’article homonyme, voir David Ouellet (architecte).
David Ouellet (né le 9 janvier 1908 et mort le 14 septembre 1972) est un courtier d'assurance et homme politique fédéral du Québec.

## Biographie
Né à Saint-Ulric dans la région du Bas-Saint-Laurent, il devient député du Parti Crédit social du Canada dans la circonscription fédérale de Drummond—Arthabaska en 1962. Il est défait en 1963 par le libéral et futur ministre Jean-Luc Pépin.